# Pauline Bonaparte
Marie Paulette (Pauline) Bonaparte (Ajaccio, 20 oktober 1780 - Florence, 9 juni 1825) was de tweede zuster van Napoleon Bonaparte. Ze gold in haar tijd als een beroemde schoonheid.
Zij huwde op 17-jarige leeftijd met Charles Leclerc, generaal in het leger van Napoleon, en vergezelde hem op zijn expeditie naar Santo Domingo om de slavenopstand aldaar neer te slaan. Ze bedroog haar echtgenoot aldaar met verschillende mannen maar stond hem wel bij op zijn sterfbed. Leclerc stierf op 1 november 1802 aan gele koorts. Zeven dagen later keerde Pauline met diens stoffelijke resten terug naar Frankrijk en verzocht Napoleon om hulp.
Ze hertrouwde op 6 november 1803 met prins Camillo Borghese en ging met hem naar Rome. Napoleon kocht na het huwelijk voor een zeer schappelijke prijs de kunstcollectie van de familie Borghese voor het Louvre.
Pauline was Borghese echter al snel zat en vertrok naar Parijs alwaar haar gedrag enig schandaal veroorzaakte. Ze ontving in 1806 de titel van hertogin van Parma en Guastalla. In 1808 werd ze gouvernante-generaal van Piëmont. Vanwege haar oneerbiedige bejegening van Napoleons tweede echtgenote Marie Louise van Oostenrijk werd Pauline in 1810 van het hof in Parijs verwijderd. Toch vergezelde zij Napoleon in 1814 samen met haar moeder Maria Laetitia Ramolino naar Elba en zou ze hem in 1815 zelfs naar Sint-Helena hebben willen vergezellen. Zij leefde sinds 1815 gescheiden van haar echtgenoot en stierf in 1825 te Florence aan kanker.
Pauline is (als Paolina Borghese) door Antonio Canova in een bekende sculptuur als naakte Venus vereeuwigd.

- Biblioteca Nacional de España: XX1232689
- Bibliothèque nationale de France: cb11985695w (data)
- Gemeinsame Normdatei: 118513540
- International Standard Name Identifier: 0000 0000 8360 2277
- Library of Congress Control Number: n80043451
- Bibliotheek van het Japanse parlement: 01209912
- Nationale Bibliotheek van Tsjechië: jo20191041971
- Nationale Bibliotheek van Israël: 987007258853005171
- Nationale Bibliotheek van Polen: a0000001723098
- Nationale en Universitaire bibliotheek Zagreb: 000602986
- Nederlandse Thesaurus van Auteursnamen: 101787162
- Istituto Centrale per il Catalogo Unico: SBNV013626
- LIBRIS: 300302
- Système universitaire de documentation: 027917495
- Union List of Artist Names: 500289960
- Virtual International Authority File: 17232002
- WorldCat: E39PBJyCJqWHw43Ryr3CqfV3cP